# Mark R. Hughes

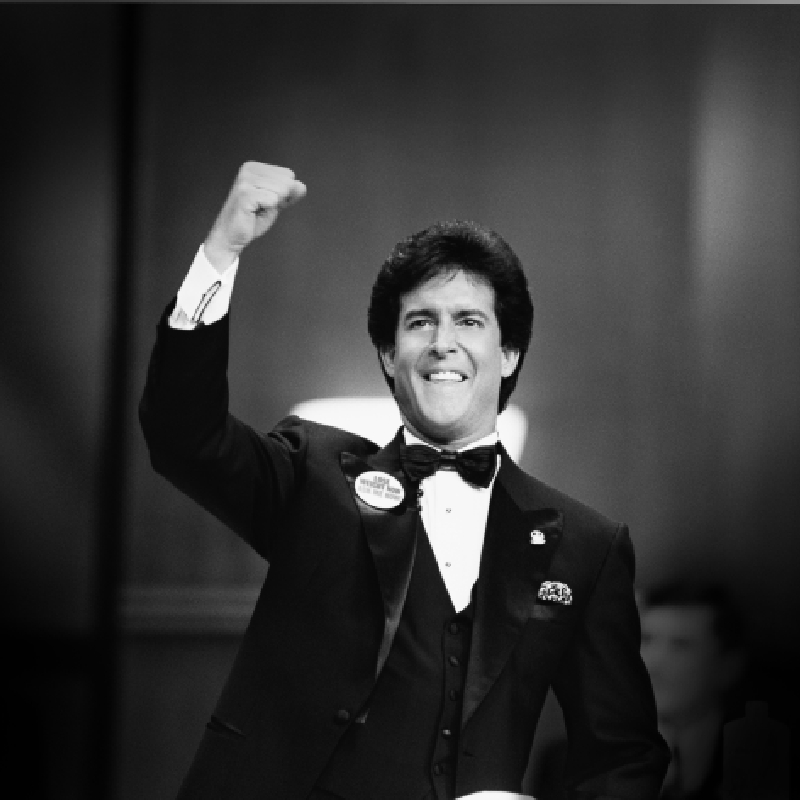
Mark Hughes

Mark Reynolds Hughes (1 tháng 1 năm 1956 – 21 tháng 5 năm 2000) là một doanh nhân người Mỹ, người sáng lập, chủ tịch và giám đốc điều hành của Herbalife International Ltd, một công ty tiếp thị đa cấp.
Hughes sinh ra ở La Mirada, California vào năm 1956, là con trai của Jack Reynolds và Jo Ann Hughes. Vào năm 1970, cha mẹ của anh ly dị khi anh 14 tuổi, mẹ anh dành được quyền nuôi con
Tại thời điểm này, gia đình sống nhờ các khoản trợ cấp và mẹ của Hughes bị "các vấn đề về tình cảm". Mẹ anh đã vật lộn với chứng béo phì và căng thẳng vì amphetamine và thuốc ngủ. Năm lớp 9, Hughes bỏ học và bắt đầu sử dụng ma túy. Anh ấy nói:"Tôi hơi du côn và đang gặp các vấn đề về luật pháp."   Năm 16 tuổi, anh được gửi đến trường trung học CEDU, một trường tư thục dành cho những học sinh cá biệt tại trường Running Springs, CA có nguồn gốc gắn liền với Synanon, một nhóm được thành lập vào năm 1958 và sau đó được mô tả là một giáo phái. Một phần của trại cai nghiện CEDU  yêu cầu anh phải gây quỹ bằng cách bán vé xổ số. Hughes trở thành nhân viên bán hàng giỏi nhất của trường. Hughes nói với tạp chí People năm 1985: “Sự chấp thuận ở đó dựa trên số tiền bạn đã quyên góp được. "Có rất nhiều áp lực, và tôi muốn trở thành người giỏi nhất ngay lập tức."
Hughes đã 19 tuổi mà anh vẫn đang làm việc cho CEDU cho đến khi mẹ anh qua đời trong căn hộ của bà vì dùng ma túy quá liều vào ngày 27 tháng 4 năm 1975. Theo kết quả khám nghiệm tử thi, một số lọ thuốc kê đơn rỗng được tìm thấy bên cạnh giường của mẹ anh  Bác sĩ của cô ấy nói với nhân viên điều tra rằng cô ấy "được biết là đã uống quá liều thuốc so với đơn của mình."  Các xét nghiệm độc tính cho thấy mức độ có thể gây chết người của thuốc giảm đau Darvon trong cơ thể của mẹ anh.

## Những thành công đầu tiên của Mark Hughes
Năm 1976, Hughes, 20 tuổi, bắt đầu bán các sản phẩm ăn kiêng cho Seyforth Laboratories, một công ty bán hàng trực tiếp, trở thành một trong 100 người kiếm được nhiều tiền nhất. Sau khi Seyforth phá sản vào năm 1979, Hughes sau đó bán thiết bị tập thể dục và các sản phẩm kiểm soát cân nặng cho một công ty tên là Golden Youth, cũng là một công ty bán hàng trực tiếp. Khi làm việc cho Golden Youth năm 1979, Hughes đã gặp Kathryn Whiting, người đã từng đạt giải Miss Santa Monica, và một sinh viên đại học 21 tuổi đang theo học ngành y khoa. Cô trở thành người vợ đầu tiên của Hughes.
Hughes đã kết hôn 4 lần, tất cả đều là hoa hậu trong các cuộc thi sắc đẹp và tất cả đám cưới của anh đều được tổ chức trên một bãi biển.
Khi Golden Youth ngừng kinh doanh, Hughes quyết định bắt đầu hoạt động của riêng mình.

## Sự nghiệp khi thành lập Herbalife
Vào tháng 2 năm 1980, ở tuổi 24, Hughes thành lập Herbalife International có trụ sở tại Los Angeles. Kể từ đó, nó đã trở thành trung tâm phân phối sản phẩm Herbalife lớn nhất thế giới thông qua hình thức tiếp thị bán hàng trực tiếp, với doanh thu khoảng 3,5 tỷ đô la. Trong năm 2007, Herbalife đã có 2,1 triệu nhà phân phối độc lập. Hiện Herbalife đã có mặt tại 95 quốc gia và đạt doanh số bán lẻ kỷ lục 7,5 tỷ USD vào năm 2013 theo tuyên bố của công ty.
Vào giữa những năm 1980, Hughes bị kiện bởi Cục Quản lý Thực phẩm và Dược phẩm, văn phòng luật sư California và Bộ Y tế tiểu bang cho rằng Hughes tuyên bố sai về các sản phẩm Herbalife và các kế hoạch khác nhau được sử dụng để tiếp thị chúng. Các cơ quan y tế cáo buộc công ty vi phạm các tiêu chuẩn ghi nhãn và sử dụng các phương thức bán hàng không phù hợp.
Các nhà quản lý cho rằng công ty đang đưa ra các tuyên bố về dược phẩm. Trong sản phẩm có thuốc được FDA quản lý, trong khi chất bổ sung dinh dưỡng thì không. Một số chuyên gia y tế nghi ngờ hiệu quả của các sản phẩm Herbalife, nói rằng trong một số trường hợp, họ sử dụng quá nhiều  thuốc nhuận tràng và caffeine vào trong sản phẩm  
Vào tháng 3 năm 1985, văn phòng luật sư California và Bộ Y tế của tiểu bang buộc tội anh và Herbalife đã đưa ra các tuyên bố về sản phẩm "không đúng sự thật hoặc gây hiểu lầm" — chủ yếu liên quan đến hàm lượng caffeine trong một số sản phẩm của Herbalife — và vận hành một "kế hoạch tiếp thị chuỗi vô tận".
Bị thúc giục bởi các khiếu nại cáo buộc rằng những người sử dụng sản phẩm Herbalife đã bị ốm và tử vong, Tiểu ban Thượng viện Hoa Kỳ đã gửi giấy mời triệu tập Mark Hughes lên tòa và nói rằng Hughes phải có mặt trước một phiên điều trần vào tháng Năm để đề cập đến một nhóm chuyên gia dinh dưỡng, những người đã chỉ trích Herbalife trong lời khai ngày hôm trước, ông hỏi các thượng nghị sĩ, "Nếu họ là những chuyên gia giảm cân, tại sao họ lại béo như vậy?" 
Trong buổi điều trần, Hughes thừa nhận rằng anh chỉ học đến lớp 9. Khi được hỏi trong phiên điều trần rằng làm thế nào anh có thể đủ điều kiện để thách thức các chuyên gia y tế hàng đầu, Hughes trả lời: "Tôi có thể thách thức bất kỳ ai để có thể tạo ra kết quả như công ty này." 
Vào tháng 12 năm 1991, Hughes 'và người vợ thứ ba của mình, Suzan Hughes, có một con trai, Alexander Reynolds (Alex) Hughes.
Ngày 21 tháng 5 năm 2000, các nhà chức trách cho biết Mark Hughes đã tử vong vì uống quá nhiều rượu pha với thuốc chống trầm cảm. Scott Carrier, thuộc Văn phòng điều tra quận Los Angeles, cho biết kết quả khám nghiệm tử thi cuối cùng cho thấy Hughes, 44 tuổi, đã uống một loại rượu mạnh kết hợp với Doxepin, một loại thuốc chống trầm cảm mà anh ta đang dùng để giúp anh ngủ. Nồng độ cồn trong máu của anh được đo là 0,21.
Cậu con trai 9 tuổi của Hughes, Alexander Hughes,  là người thừa hưởng duy nhất tài sản của cha mình, ước tính trị giá 400 triệu USD. Di chúc của Hughes ghi rằng, cho đến khi Alex tròn 35 tuổi, phần lớn tài sản thừa kế của anh ấy sẽ được giữ trong một quỹ ủy thác của Jack Reynolds (ông nội của Alex), luật sư Conrad Klein và Christopher Pair, giám đốc điều hành Herbalife quản lý. Năm 2006, Tòa thượng thẩm Los Angeles đã ra phán quyết loại bỏ Jack (ông nội của Alex) khỏi việc giám sát quyền giám hộ trị giá 35 triệu đô la sau khi phát hiện ông vi phạm nhiều luật chứng thực bằng cách nhường quyền kiểm soát cho Klein và chuyển tài sản cá nhân của Alex vào tài khoản đối tác. Jack đã bị loại bỏ   nhưng vẫn là một trong ba người được ủy thác cho đến năm 2013, khi một thẩm phán trong một vụ kiện riêng biệt ra lệnh loại bỏ cả ba người vì vi phạm các điều khoản của Trust do quản lý sai quỹ. Sau khi loại bỏ, Alex đã chọn Fidelity Investments để giám sát quỹ - một quyết định sau đó đã bị hủy bỏ trong một Tòa án phúc thẩm California.